# 1156

1156(천백오십육)은 1155보다 크고 1157보다 작은 자연수다.

## 수학
- 합성수로, 그 약수는 1, 2, 4, 17, 34, 68, 289, 578, 1156이다. 진약수의 합은 993이므로, 1156은 부족수다.
- 34번째 제곱수다. 앞의 제곱수는 1089, 다음은 1225다.
- 22번째 중심있는 오각수다. 앞의 중심있는 오각수는 1051, 다음은 1266이다.
- 12번째 팔면체수다. 앞의 팔면체수는 891, 다음은 1469다.
- {\displaystyle 1156=16^{2}+30^{2}}
  - 서로 다른 두 자연수의 제곱합으로 나타낼 수 있는 수다.
- {\displaystyle 65^{16}-1}은 1156으로 나누어떨어진다.

## 과학·기술
- NGC 1156(영어판): 양자리에 있는 왜소 불규칙은하.
- 1156 키라(영어판): 소행성.
- LGA 1156: 인텔의 CPU 소켓.

## 문화유산
- 대한민국의 보물 제1156호: 재조본 경률이상 권8

## 기타
- 연도: 1156년, 기원전 1156년

## 같이 보기
- 1000